# Мариалва (Парана)
Мариалва (порт. Marialva) — муниципалитет в Бразилии, входит в штат Парана. Составная часть мезорегиона Северо-центральная часть штата Парана. Находится в составе крупной городской агломерации Агломерация Маринга. Входит в экономико-статистический микрорегион Маринга. Население составляет 33 194 человека на 2006 год. Занимает площадь 475,467 км². Плотность населения — 69,8 чел./км².

## История
Город основан в 1951 году.

## Статистика
- Валовой внутренний продукт на 2003 год составляет 201 338 236,00 реалов (данные: Бразильский институт географии и статистики).
- Валовой внутренний продукт на душу населения на 2003 год составляет 6466,83 реалов (данные: Бразильский институт географии и статистики).
- Индекс развития человеческого потенциала на 2000 год составляет 0,784 (данные: Программа развития ООН).

## География
Климат местности: субтропический.